# Ethan Frome
Ethan Frome es una novela que fue publicada en 1911 por la estadounidense ganadora del Premio Pulitzer Edith Wharton. Narra la vida del personaje del mismo nombre. En 1993 se hizo una adaptación cinematográfica. Los hechos tienen lugar en la Nueva Inglaterra del cambio del siglo XIX al XX, en una ciudad ficticia denominada Starkfield, Massachusetts.

## Antecedentes
Edith Wharton nació como Edith Jones en 1862. Recibió una proposición de matrimonio siendo muy joven, pero se opusieron por la percepción de los fatuos y esnobs parientes políticos de la bien establecida familia Jones. En 1885, a los veintitrés años de edad, Edith se casó con Edward Wharton, un hombre mayor que la familia Jones consideraba adecuado por su rango social elevado, cuyo apellido ella mantuvo después de divorciarse. El éxito de Wharton como escritora, tan inusual en una mujer de aquella época, pudo posiblemente deberse al hecho de que su desgraciado matrimonio la forzó a concentrar sus energías en otra parte. Creía que escribir era una buena terapia para aliviar el estrés y la tensión. 
Wharton muy probablemente basó su historia en un accidente que ella había presenciado en 1904 en Lenox (Massachusetts). En el accidente real estuvieron implicadas cinco personas, cuatro chicas y un chico. Chocaron contra una farola mientras se deslizaban Courthouse Hill abajo en Lenox, Massachusetts. Una chica, Hazel Crosby resultó muerta en el accidente. Otra chica implicada en el accidente, Kate Spencer, se hizo amiga de Wharton mientras ambas trabajaban en la Biblioteca de Lenox. Aquí es donde Wharton pudo haber conocido el accidente. La historia de Ethan Frome había inicialmente comenzado como una composición en francés  que Wharton tenía que escribir mientras estudiaba este idioma en París.

## Estilo narrativo y literario
Está entre los escasos trabajos de Wharton con una ambientación rural. También, otro elemento que contribuye a la historia tiene que ver con el hecho de que se trata de una historia dentro de la historia. La narración de la historia se cuenta dentro de otra historia. El público conoce primero la historia del narrador del encuentro con Ethan Frome, y luego se cuenta la historia del accidente y de los acontecimientos que lo rodearon.
En los capítulos primero y último, la historia es contada por un narrador anónimo, que describe su encuentro con Ethan Frome, un hombre con sueños y deseos que acaban en un irónico giro de los acontecimientos. El narrador cuenta la historia basándose en un relato de las observaciones en casa de Frome cuando él tuvo que quedarse allí durante una tormenta invernal. Sin embargo, en todos los demás se emplea el estilo de narración en tercera persona. Esta novela pretende buscar el contraste entre un uso de los adjetivos que enriquece y da color a la historia, y el frío y entumecedor escenario que representa el invierno de Massachusetts.
La trama se centra en una trágica historia de amor entre personas corrientes. En opinión de muchos críticos, este libro alcanza, por su sencillez, una universalidad que no tienen sus novelas de sociedad.

## Aspectos generales
La ciudad de Starkfield, donde se desarrollan los hechos narrados en la novela Ethan Frome, es una invernal ciudad ficticia de Nueva Inglaterra; en concreto, la autora de dicha novela, Edith Wharton, la sitúa en el estado de Massachusetts. La ciudad juega un papel crucial en la novela, más allá de constituirse en mero trasfondo de las vidas de los personajes, y contribuye a crear ese ambiente de monotonía y existencia gris que inunda la historia. Son también importantes en este sentido el frío y el entumecedor invierno de Massachusetts.
El personaje de Ethan es uno que tiene círculo completo, moviéndose desde el deseo silencioso a la acción a una callada sumisión, ordenado por las circunstancias de la vida. La novela es aún más destacada por sus impresiones prohibidas de la clase trabajadora rural en Nueva Inglaterra, especialmente dado que su autora era una mujer ociosa. El nombre de la pequeña ciudad de Massachusetts representa un entorno inhóspito, frío y lúgubre. Lenox es también donde ella había viajado extensamente y había entrado en contacto con una de las víctimas del accidente. Ethan y Mattie no pueden escapar de su deprimente vida en Starkfield. La conexión entre la tierra y la gente es un tema recurrente en la novela. El narrador está asombrado por la dureza de los inviernos de Starkfield y a través de su experiencia del invierno él empieza a entender el carácter de la gente. En su prólogo a la novela, Wharton habla de «afloramientos graníticos» de Nueva Inglaterra, la poderosa severidad de su tierra y su gente. Esta conexión entre la tierra y la gente es en gran medida una parte del naturalismo; el entorno es un poderoso moldeador del destino del hombre, y la novela representa esta relación al describir constantemente el poder y la crueldad del invierno de Starkfield.

## Trama

### Resumen
La novela se enmarca con el recurso de un amplio flashback; el primer capítulo se abre con un narrador anónimo, pasando un invierno en la ciudad de Nueva Inglaterra llamada Starkfield, quien se propone conocer la vida de una misteriosa figura local llamada Ethan Frome, un hombre que había resultado herido en un horrible «accidente» unas dos décadas antes.
El narrador no consigue enterarse de muchos detalles a partir de la gente del pueblo, pero pasa a conocer a Frome cuando lo contrata como conductor durante una semana. Una severa tormenta de nieve fuerza a Frome a llevar al narrador a su casa una noche como refugio.
El segundo capítulo se remonta veinte años atrás; la narración cambia de la primera persona del primer capítulo a la omnisciente tercera persona. Ethan, descrito como «el personaje más sorprendente de Starkfield» —«la ruina de un hombre», con un «aspecto vigoroso e indiferente, pese a una cojera que frenaba cada uno de sus pasos como el tirón de una cadena»—, está esperando en las afueras de una danza parroquial a Mattie, la prima de su esposa, quien vive con Ethan y su esposa Zeena para ayudarla en la casa, puesto que Zeena está enferma. Mattie tiene de vez en cuando una noche fuera para entretenerse en la ciudad, como una recompensa parcial por cuidar de la familia Frome sin recibir paga alguna, y Ethan se ha acostumbrado a acompañarla hasta casa. Queda claro que Ethan tiene profundos sentimientos por Mattie, y queda igualmente claro que Zeena sospecha de estos sentimientos y no los aprueba.
Cuando Zeena se va para una visita de dos días en busca de tratamiento para su enfermedad en una ciudad vecina, Ethan se entusiasma por tener una tarde en solitario con Mattie. Sin embargo, los dos nunca llegan a verbalizar o mostrar su pasión por el otro a lo largo de su tarde juntos. El gato de los Frome rompe la fuente favorita de encurtidos de Zeena, que Mattie había sacado para celebrar su cena juntos, pero Ethan lo arregla como puede. Ethan reprime el impulso de demostrar su pasión y afecto por Mattie.
Por la mañana, los planes de Ethan para revelar su amor por Mattie se encuentran frustrados por la presencia de su trabajador; va a la ciudad en busca de algo de cola que le permita arreglar la fuente para encurtidos, y a su regreso descubre que Zeena ha vuelto. Zeena le informa de que planea enviar a Mattie fuera de casa y contratar a una chica de más rendimiento para reemplazarla, pues su salud está decayendo todavía más rápidamente.
Las pasiones de Ethan están inflamadas por el pensamiento de perder a Mattie y la besa apasionadamente cuando la encuentra en la cocina después de la declaración de Zeena. Él le cuenta los planes de Zeena para despedirla, pero su momento queda interrumpido por la propia Zeena. Zeena descubre la fuente para encurtidos rota y se enfada, lo que la determina todavía más para deshacerse de Mattie.
Ethan considera la posibilidad de huir con Mattie, pero no tiene los medios financieros para hacerlo. A la mañana siguiente, Zeena anuncia sus planes de contratar a una chica nueva y despide a Mattie; Ethan se apresura a ir a la ciudad en busca de un adelanto de un cliente por un pedido de madera, de manera que él pueda darle el dinero para fugarse con Mattie. Sin embargo, su plan queda trastornado por la culpa cuando la esposa de su cliente le alaba por su paciencia y su dedicación al cuidar a Zeena a lo largo de su enfermedad.
Ethan vuelve a la granja para llevar a Mattie a la estación de tren. Se detienen en una colina sobre la cual habían pensado deslizarse en trineo en el pasado, y deciden bajar en trineo a pesar del peligro de los árboles. Después de su primera bajada, Mattie sugiere un pacto de suicidio; que ellos se tiraran justo contra un árbol de manera que pasasen sus últimos momentos juntos. Ethan se resiste a la idea, pero al final se muestra conforme, y bajan juntos.
Mientras bajan, la vista de Zeena hace que Ethan intente girar justo en el último momento; en lugar de matarse juntos, Ethan vuelve en sí después del accidente y abraza a Mattie. Ella está paralizada y él apenas es capaz de andar, aunque no está tan paralizado como ella.
El capítulo final vuelve al punto de vista del narrador en primera persona, conforme Frome y el narrador caminan hacia la casa de Frome dos décadas después. Las cosas han cambiado; Mattie está enferma y sentada y Zeena está preparando su cena.

### Simbolismo
Ethan Frome hace un amplio uso del simbolismo como recurso literario, de manera parecida a como se hace en La letra escarlata de Nathaniel Hawthorne, también ambientada en Nueva Inglaterra. Edith Wharton usa el color rojo contra el telón de fondo blanco nevado de su ambientación de Massachusetts para simbolizar la atracción de Mattie y su vitalidad en oposición a Zeena, así como su tentación para Ethan en general. Wharton usa el gato y la fuente de encurtidos para simbolizar el fracasado matrimonio de Ethan y Zeena; el gato simboliza la presencia de Zeena cuando Ethan y Mattie se encuentran solos, y cuando se rompe la fuente, esto simboliza la fractura final del matrimonio que rápidamente viene conforme Ethan y Mattie se deslizan más y más cerca del adulterio.

## Recepción
La novela suscitó valoraciones negativas por parte de algunos críticos literarios (como Lionel Trilling), acerca de su posible carencia de significación moral o ética. The New York Times llamó a Ethan Frome "una convincente e inquietante historia". Edith Wharton fue capaz de escribir un libro atractivo y diferente de sus otras obras, donde sus personajes en Ethan Frome no son de la clase social superior. Sin embargo, los problemas que los personajes soportan son aún básicamente los mismos, donde el protagonista tiene que decidir si cumplir con sus deberes o seguir los dictados de su corazón.    
Sin embargo, algunos críticos la consideran una obra autobiográfica, con un Ethan representando el alter ego de Wharton, Zeena el de su marido Edward (Teddy) Robbins Wharton y Mattie el de la amante de este, y probablemente no fue escrita con la intención de convertirse en una obra moralista. El médico de Wharton había recomendado a esta escribir como una forma de liberar tensión, y Ethan Frome es, posiblemente, su respuesta a tal recomendación. Wharton comenzó a escribir Ethan Frome a principios de los años 1900 cuando ella aún estaba casada. Wharton basó la narrativa de Ethan Frome en un accidente que había ocurrido en Lenox, Massachusetts, donde ella había viajado ampliamente y había entrado en contacto con una de las víctimas del accidente. Wharton consideró la idea de un trágico accidente en trineo como una irresistible metáfora potencial ampliada por las fechorías de un amor secreto. Sin embargo, el crítico Lionel Trilling cree que el final es «terrible de contemplar», pero que «la mente no puede hacer nada con él, sólo aguantarlo».
Jeffrey Lilburn señala que algunos encuentran que «el sufrimiento soportado por los personajes de Wharton es excesivo e injustificado», pero otros ven las difíciles cuestiones morales que se tratan y consideran que «proporciona intuitivos comentarios sobre las realidades económicas y culturales estadounidenses que produjeron y permitieron semejantes sufrimientos». Trilling y otros críticos encuentran que Ethan Frome no tiene contenido moral, pero Elizabeth Ammons no está de acuerdo con ello. Wharton siempre tuvo cuidado de ponerle a Ethan Frome la etiqueta de cuento más que de novela. Los críticos tomaron nota de esto cuando revisaron el libro. Ammons comparó la obra con los cuentos de hadas. Ella encontraba una historia que es «tan moral como el cuento de hadas clásico» y que funciona como una «crítica social realista». Los conceptos morales, tal como se describen por Ammons, resultan tan fríos y adustos como su ambientación en Starkfield. Ella explica aún más al comparar los personajes de Mattie Silvers y Zeena Fromes. Ammons afirma que Mattie se convertirá en alguien tan frígida y minusválida como Zeena si la mujer estuviera tan aislada y dependiente. Lilburn escribió que Wharton paraliza a Mattie pero la deja vivir para reflejar la crueldad de la cultura, no del autor.

## Adaptaciones
En 1993 se adaptó esta novela para el cine. Fue dirigida por John Philip Madden, y contó entre su reparto con Liam Neeson (en el papel de Ethan) y Joan Allen (en el papel de Zeena).